# Raimond van der Gouw
Raimond van der Gouw (Oldenzaal, 24 de março de 1963) é um ex-futebolista neerlandês que atuava como goleiro.

## Biografia
Nascido em Oldenzaal, Van der Gouw foi revelado nas categorias de base do Go Ahead Eagles, mesmo clube que revelou Marc Overmars. Foi promovido tardiamente, aos 22 anos, ao elenco principal. Ao todo, foram 97 partidas entre 1985 e 1988.
Sua carreira despontaria de vez a partir de 1988, quando foi contratado pelo Vitesse, e foi neste clube que o goleiro viveria seu primeiro grande momento no futebol, com a conquista da Eerste Divisie (segunda divisão holandesa) na temporada 1988-89. Até 1996, foram 258 jogos disputados.

### Manchester United
Seu desempenho com a camisa do Vitesse chamou a atenção de ninguém menos que Alex Ferguson, treinador do Manchester United, que investiu 500 mil libras (valor considerado alto para um goleiro de 33 anos na época) para contratar Van der Gouw, que exerceria também a função de treinador de goleiros.
Reserva imediato do dinamarquês Peter Schmeichel (Kevin Pilkington, Nick Culkin e Paul Gibson não passavam a mesma confiança), Van der Gouw começaria a perder terreno mesmo com a saída do nórdico - Fabien Barthez e Mark Bosnich alternavam a titularidade em algumas partidas, relegando o holandês como terceira opção ao gol do United. A pá de cal em sua trajetória pelos Red Devils foi no final da temporada 2001-02, quando foi dispensado. Em sete temporadas, foram apenas 37 partidas, e quatro títulos conquistados (dois Campeonatos Ingleses, uma Copa da Inglaterra e a Liga dos Campeões da UEFA de 1998–99). Antes de deixar o clube, conquistou um feito: o de goleiro mais velho a atuar em uma partida do United (em 10 de maio de 2002, aos 39 anos, um mês e 16 dias, na partida contra o Charlton) desde o final da Segunda Guerra Mundial.

## Declínio, recomeço na segunda divisão e final de carreira
Após deixar o United, Van der Gouw tentou reerguer a carreira no West Ham United, mas sua experiência não foi suficiente para desbancar o titular David James, não tendo jogado nenhuma partida na campanha que resultou no rebaixamento da equipe. Antes de ir para os Hammers, rejeitou uma proposta do Coventry City.
Fora dos planos dos Hammers para 2003, restou ao veterano goleiro voltar à Holanda para defender o RKC Waalwijk, fazendo apenas um jogo.
Aos 41 anos, Van der Gouw seguia em plena atividade, desta vez na segunda divisão holandesa, sendo contratado pelo AGOVV Apeldoorn em 2005. Paralelamente à carreira de jogador, exercia a função de treinador de goleiros. Em sua derradeira temporada, marcou seu único gol como profissional, pendurando as chuteiras aos 44 anos.
Em junho de 2007, voltou à Inglaterra para trabalhar no Sunderland, onde reencontraria Roy Keane, seu companheiro nos tempos de Manchester United. Porém, foi inscrito como jogador no caso de algum problema com algum dos goleiros do clube.
Desde 2009, Van der Gouw é treinador de goleiros do Vitesse, clube onde despontou para o futebol. Chegou a ser técnico interino do time em 2010.